# Bercial
Bercial település Spanyolországban, Segovia tartományban. Bercial Marugán, Muñopedro és Sangarcía községekkel határos. Lakosainak száma 105 fő (2024).

## Népesség
A település népessége az elmúlt években az alábbi módon változott:
| Lakosok száma | 127  | 119  | 112  | 120  | 121  | 110  | 117  | 111  | 98   | 105  |
|               | 2001 | 2004 | 2007 | 2009 | 2012 | 2014 | 2017 | 2019 | 2022 | 2024 |